# Ceres Park
Il Ceres Park, anche noto come Aarhus Stadion, è uno stadio della città di Aarhus, in Danimarca. Per ragioni di sponsorizzazione lo stadio ha avuto diversi nomi: Atletion dal 2003 al 2006, NRGi Park dal 2006 al 2015 e ha assunto il nome attuale di Ceres Park dal 2015.
Dopo l'espansione nel 2001, questo stadio è diventato il terzo più grande della Danimarca, con una capacità di 20.032, tutti posti a sedere in tribuna coperta.
Lo stadio è circondato da una pista di atletica, che lo rende utile anche per altre attività.
Questo stadio viene utilizzato dalla squadra locale, l'AGF Aarhus, e a volte anche dalla nazionale di calcio danese, sebbene preferisca usare il Parken.
Al di fuori del calcio lo stadio è stato utilizzato per numerosi concerti, tra cui Elton John, George Michael ed altri.
Accanto allo stadio sorge la Ceres Arena, struttura utilizzata dalla squadra locale di pallamano, che ha una capacità di 4.740, tutti posti a sedere.